# Kenjirō Todoroki
Kenjirō Todoroki (japanisch 轟 賢二郎, Todoroki Kenjirō; * 1. September 1975 in Chiba) ist ein ehemaliger japanischer Segler.

## Erfolge
Kenjirō Todoroki nahm in der 470er Jolle an den Olympischen Spielen 2004 in Athen teil. Gemeinsam mit Kazuto Seki belegte er mit 90 Punkten den dritten Platz hinter dem US-amerikanischen und dem britischen Boot und gewann damit die Bronzemedaille. Bei Asienspielen sicherte sich Todoroki mit Seki 2002 in Busan in der 470er Jolle die Silbermedaille.